# إبراهيم دانلاد
إبراهيم دانلاد (مواليد 2 ديسمبر 2002) هو لاعب كرة قدم غاني يلعب في مركز حارس المرمى في نادي أشانتي كوتوكو.

## روابط خارجية
- إبراهيم دانلاد على موقع قاعدة بيانات كرة القدم.إي يو (الإنجليزية)
- إبراهيم دانلاد على موقع ناشيونال فوتبول تيمز (الإنجليزية)
- إبراهيم دانلاد على موقع Soccerway.com (الإنجليزية)
- إبراهيم دانلاد على موقع عالم كرة القدم.نت (الإنجليزية)